# Franz Amann
Franz Ignaz Amann (* 23. Juli 1862 in Vaduz; † 24. Dezember 1945 ebenda) war ein liechtensteinischer Politiker (VP).

## Biografie
Franz Amann wurde 1862 als eines von acht Kindern von Josef Anton Amann und dessen Frau Christina (geborene Ospelt, 1820–1904) geboren und wuchs mit fünf Brüdern,
unter anderem dem späteren Vaduzer Bürgermeister Rainold Amann (1849–1936), und zwei Schwestern auf. Er war Bürger von Vaduz und entstammte einer Familie von Gerbern. Er selbst führte die Gerberei seines Vaters jedoch nicht weiter und arbeitete stattdessen als Landwirt, Fuhrhalter und Wirt der Gaststätte «Adler», die er 1917 mit seiner Frau gekauft hatte. Von 1915 bis 1927 sass er im Gemeinderat von Vaduz. Amann gehörte der Volkspartei (VP) an und war für diese von 1922 bis 1928 Regierungsrat-Stellvertreter. 1928 wurde er in den liechtensteinischen Landtag gewählt. 1930 schied er freiwillig aus selbigen wieder aus, da er wie die anderen drei Landtagsabgeordneten der Volkspartei die Meinung vertrat, dass die Wahlen 1928, da diese vorgezogene Wahlen waren, die Legislaturperiode von 1926 lediglich weitergeführt hätte und somit turnusgemäss in diesem Jahr Landtagswahlen stattfinden müssten und somit ihre Mandatszeit als beendet ansahen.
Amann war mit der aus Sonntag im Grossen Walsertal stammenden Elisabeth Burtscher verheiratet. Aus der Ehe gingen sieben Kinder, zwei Söhne und fünf Töchter, hervor. Seine Tochter Ida wurde später eine bekannte Mundartdichterin. Sein Sohn Rudolf wurde ebenfalls politisch aktiv.